# Карлсен, Мими
Мими Карлсен (гренл. Mimi Karlsen; род. 23 января 1957, Маниитсок, Кекката) — гренландский политический и государственный деятель. Член левой партии «Инуит Атакватигиит». Председатель парламента Гренландии с 22 сентября 2023 года. В прошлом — министр социальных дел и труда Гренландии (2021—2022), министр социальных дел, культуры, церкви и гендерного равенства Гренландии (2011—2013), министр культуры, образования, исследований и церкви Гренландии (2009—2011). Член парламента Гренландии с 2 июня 2009 года.

## Биография
Родилась 23 января 1957 года в Маниитсоке. Дочь автомеханика Самсона Карлсена (Samson Karlsen) и офисной помощницы Софи Карлсен (Sofie Karlsen).
С 1964 по 1973 год Карлсен училась в школе в своем родном Маниитсоке, с перерывом на год в Центральной школе Клемменскера с 1972 по 1973 год, после чего вернулась в Атуарфик-Килаасерак, где проучилась последние два года. 
В 1976—1981 годах работала учительницей физкультуры в Гренландской педагогической семинарии (Ilinniarfissuaq) в Нууке, столице Гренландии, в 1981—1984 годах преподавала физкультуру девочкам в Маниитсоке. В том же педучилище, где преповала, позже окончила курс гренландского языка (1994–1995) и получила диплом по гренландской литературе (2003–2006). 
В 1984—1987 годах — член правления компании KS-69 в Маниитсоке, занимавшейся катанием на лыжах на курорте Апуссуит (Apussuit).
В 2002—2008 годах — член правления ассоциации каякеров Qaannat Kattuffiat.
В 2002—2009 годах — заместитель председателя местного отеделения Гренландского Красного Креста (Kalaallit Røde Korsiat) в Маниитсоке, в 2004—2009 годах — член правления Гренландского Красного Креста, в 2006—2008 годах — заместитель председателя Гренландского Красного Креста.
Кроме того, Мими Карлсен работала консультантом по обработке кожи в Qaannat Kattuffiat и председателем правления Qajaq Maniitsoq, организации, занимающейся каякингом в Маниитсоке.

## Политическая карьера
В 2005—2008 годах — член муниципального совета и заместитель бургомистра (мэра) коммуны Маниитсок. Была председателем комитета социальных дел. В 2008—2009 годах — член муниципального совета коммуны Кекката. Была членом комитета по делам семьи и технического комитета.
По результатам парламентских выборов 2 июня 2009 года впервые избрана членом парламента Гренландии.
12 июня 2009 года назначена министром культуры, образования, исследований и церкви Гренландии в Кабинет Куупика Клейста под руководством Куупика Клейста. 11 марта 2011 года назначена министром социальных дел, культуры, церкви и гендерного равенства. Правительство ушло в отставку 5 апреля 2013 года.
По результатам парламентских выборов 12 марта 2013 года переизбрана членом парламента Гренландии. Была членом Комитета семьи и здоровья (2013, 2014), делегатом в Приполярном совете инуитов (ICC) (2013, 2014).
По результатам парламентских выборов 28 ноября 2014 года переизбрана членом парламента Гренландии. Была третьим и первым заместителем председателя парламента (2014, 2015, 2016, 2017, 2018).
По результатам парламентских выборов 24 апреля 2018 года переизбрана членом парламента Гренландии. Была первым заместителем председателя парламента (2018, 2019, 2020, 2021).
По результатам парламентских выборов  6 апреля 2021 года переизбрана членом парламента Гренландии.
С 24 апреля 2021 года по 5 апреля 2022 года была министром социальных дел и труда Гренландии в коалиционном правительстве большинства под руководством Муте Боурупа Эгеде. С 27 августа по 27 сентября 2021 года также исполняла обязанности министра по делам детей, молодёжи и семьи Гренландии. С 5 апреля по 30 мая 2022 года — министр по делам детей, молодёжи, семьи и здравоохранения в следующем коалиционном правительстве большинства. С 30 мая 2022 года по 22 сентября 2023 года — министр здравоохранения.
22 сентября 2023 года избрана председателем парламента Гренландии.

## Личная жизнь
Вышла замуж 21 ноября 1982 года за капитана рыболовного судна Фискера Петера Люберта (Fisker Peter Lyberth). Дети: Нитта Люберт Мёрк (Nitta Lyberth Mørch), Киллак (Qillaq Lyberth), Луутивеерак (Luutiveeraq Lyberth), Мика (Mika Lyberth).

## Награды
Награждена золотой медалью Нерсорнаат 25 ноября 2024 года в Нууке.
Награждена Рыцарским крестом Данеброга 4 июля 2024 года в Нууке.